# 薄扶林延期履行權
薄扶林延期履行權（英文：Pokfulam Moratorium）是香港一項特殊的城市規劃行政措施，於1970年代起實施至今。這項行政措施規定，在香港島薄扶林的交通基建設施得到充分改善之前，如果新的土地契約或修訂現有契約會導致該區的交通量增加，政府不得批出有關申請。

## 例外情況
自1970年代開始，絕大部份於薄扶林區內的契約申請均會被地政總署自動拒絕，但也有個別例子獲行政長官會同行政會議〈總督會同行政局〉另行批准。

### 華貴邨
1985年，政府為應付香港公共房屋發展的急切需求，在考慮過發展所帶來的交通影響後，獲總督會同行政局解除了的薄扶林雞籠灣選址之「薄扶林延期履行權」以發展公屋，即1990年落成的華貴邨。

### 數碼港
1999年4月，城市規劃委員會在參考運輸署的意見後，同意與於薄扶林鋼線灣的數碼港計劃有關的規劃修訂。2000年5月，行政長官會同行政會議解除該處的「薄扶林延期履行權」容許數碼港進行發展。

## 爭議
「薄扶林延期履行權」已實施近四十年，區內兩條主要道路薄扶林道和域多利道進行過多次改善工程，但當局暫時仍然無意全面解除有關限制。另一方面，當局於2000年代擱置了倡議多年的四號幹線堅尼地城至香港仔段，以及暫緩港鐵南港島線西段的發展，亦使薄扶林的交通基建設施失去了進一步改善的機會。
個別獲當局批准的例外申請亦遭非議。2005年，香港立法會議員劉慧卿曾向當局質疑數碼港計劃不受「薄扶林延期履行權」的影響，對區內其他發展並不公平。2012年2月，擁有摩星嶺道2號的香港聖公會連同摩星嶺道6、10號的業主立案法團，因為城市規劃委員會以「薄扶林延期履行權」為理由限制這些地段的發展，只容許興建不高於3層的住宅，同時又允許毗鄰的摩星嶺道2A號及4號可增建最高160米的住宅，而向香港高等法院申請司法覆核。 